# Falcuna latemarginata
Falcuna latemarginata är en fjärilsart som beskrevs av Schultze 1922. Falcuna latemarginata ingår i släktet Falcuna och familjen juvelvingar. Inga underarter finns listade i Catalogue of Life.